# Manfred Reichel
Manfred Reichel (* 8. Juli 1896 in Thielle-Wavre, heute Gemeinde La Tène; † 21. November 1984 in Riehen) war ein Schweizer Zoologe und Mikropaläontologe, spezialisiert auf Foraminiferen.

## Leben
Reichel war ursprünglich Deutscher (sein Vater war Leiter des Pensionats der Herrnhuter in Montmirail), wuchs aber nach dem Tod der Eltern bei seinem Onkel in Neuenburg auf, wo er 1913 eingebürgert wurde. Er blieb zeitlebens seiner Heimat um die Stadt Neuenburg verbunden und sprach auch bevorzugt Französisch. Er begann sich dort früh für die Natur zu interessieren, unterstützt dadurch, dass sein Onkel Ornithologe war, und war Mitglied eines Freundeskreises Amies de la Nature, der auch Jean Piaget angehörte. Er besuchte 1916 bis 1918 die Ecole des Beaux-Arts in Genf, wo er Zeichenunterricht nahm, und studierte ab 1918 Naturwissenschaften, insbesondere Zoologie, an der Universität Neuenburg, mit dem Lizenziats-Abschluss 1922. 1926 wurde er dort bei Otto Fuhrmann in Zoologie promoviert mit einer Arbeit über einen blinden brasilianischen Wels, die einen Preis der Universität erhielt. Ab 1928 war er Assistent am Institut für Geologie und Paläontologie der Universität Basel und ab 1933 war er Privatdozent und übernahm die Lehre der Paläontologie der Wirbellosen. Ende der 1920er Jahre kam er durch den Erdölgeologen August Tobler in Basel zur Mikropaläontologie, speziell der Foraminiferen, die in der Erdölexploration für die Feinstratigraphie von grosser Bedeutung sind. Insbesondere widmete er sich der Morphologie grosser Foraminiferen, speziell der Alveolinen der Kreide und des Känozoikums. 1936/37 erschien seine Monographie über die Alveolinen in den Mémoires de la Société paléontologique suisse, deren komplexe Struktur er in zahlreichen Zeichnungen festhielt. Neben den Alveolinen beschäftigte er sich auch mit den Orbitolinen und speziell den Fusulinen. Seine Kurse über Mikropaläontologie, die er ab 1935 hielt, wurden auch von Studenten anderer Schweizer Universitäten besucht. 1940 erhielt er in Basel die erste Professur für Paläontologie der Universität und 1955 einen persönlichen Lehrstuhl. Außerdem gab er 1956 bis 1962 Kurse in Mikropaläontologie im Auftrag der UNESCO in Athen. Nach der Emeritierung in Basel wurde dort sein Schüler Lukas Hottinger 1966 sein Nachfolger.
Er war ein guter Zeichner, was ihm insbesondere beim Studium der komplexen Gehäuse von Foraminiferen zugutekam, von ihm stammen aber auch Rekonstruktionszeichnungen des Archäopteryx. Er veröffentlichte neben Arbeiten über Foraminiferen auch über die Flugmechanik von Fledermäusen, Vögeln (er war passionierter Ornithologe) und Pterosauriern, die er schon 1935 bei Ferdinand Broili in München studierte. Für seine Vorlesungen baute er ein Pterosaurier-Modell aus Holz mit 6 m Spannweite.
Er wies als erster einen plötzlichen Faunenwechsel in den Foraminiferen an der Wende Kreide/Tertiär nach. 1983 war er Ehrenpräsident des 2. Symposiums über marine Foraminiferen in Pau.
1957 wurde er Ehrendoktor der Universität Dijon.